# Маргарета Холандска
Маргарета фон Хенеберг-Холандска (на немски: Margarete von Holland; на нидерландски: Margaretha van Holland, Margaretha van Henneberg) от род Герулфинги е графиня от Графство Холандия и Зеландия и чрез женитба от 1249 г. графиня на Хенеберг.

## Биография
Родена е през 1234 година. Тя е дъщеря на граф Флоренс IV Холандски (1222 – 1234) и съпругата му графиня Матилда фон Брабант (1200 – 1267), вдовица на пфалцграф Хайнрих II фон Рейн († 1214), дъщеря на херцог Хайнрих фон Брабант и на Матилда Булонска. Тя е сестра на Вилхелм II Холандски, който е избран през 1248 г. за римско-немски геген-крал и 1254 г. за римско-немски крал.
Маргарета се омъжва по политически причини на Петдесетница 1249 г. за граф Херман I фон Хенеберг-Кобург († 1290), син на граф Попо VII фон Хенеберг и Юта Тюрингска. Те живеят в Кобург също и в Лоздуинен.
През пролетта на 1276 г. Маргарета се разболява и умира на Разпети петък, 26 март 1276 г., в Лоздуинен (днес част от Хага) на 43-годишна възраст. Погребана е в църквата на манастир Лоздуинен.

## Деца
Маргарета и Херман I фон Хенеберг-Кобург имат три деца:
- Херман († 1250)
- Попо VIII фон Хенеберг (1279 – 1291), граф на Хенеберг, женен в Ландсхут на 8 ноември 1277 за София от Долна Бавария (1264 – 1282), дъщеря на херцог Хайнрих I от Долна Бавария
- Юдит фон Хенеберг-Кобург (ок. 1252 – 1312), омъжена за граф Ото V фон Бранденбург (1246 – 1298).